# Santa Isabel, Sonora
Santa Isabel är en ort i Mexiko.   Den ligger i kommunen Tubutama och delstaten Sonora, i den nordvästra delen av landet, 1 800 km nordväst om huvudstaden Mexico City. Santa Isabel ligger 623 meter över havet och antalet invånare är 101.
Terrängen runt Santa Isabel är platt åt sydost, men åt nordväst är den kuperad.  Trakten runt Santa Isabel är nära nog obefolkad, med mindre än två invånare per kvadratkilometer. Närmaste större samhälle är Pueblo Nuevo, 8,5 km sydväst om Santa Isabel. Omgivningarna runt Santa Isabel är i huvudsak ett öppet busklandskap.